# Sifó (anatomia)
|  | Per a altres significats, vegeu «sifó (entomologia)». |

Un sifó és una estructura anatòmica que forma part dels òrgans tous en tres classes de mol·luscs aquàtics: Gastropoda, Bivalvia i Cephalopoda; és a dir, alguns cargols d'aigua de mar i d'aigua dolça, algunes cloïsses, pops, calamars i parents propers són animals que tenen sifons. Alguns gastròpodes tenen un únic sifó. En aquells bivalves que posseeixen sifons, els mateixos es troben aparellats. En els cefalòpodes, hi ha un únic sifó o conducte que s'anomena hipònom.
Els sifons són estructures tubulars per les quals flueix l'aigua, i en alguns casos aire. En mol·luscs, el flux d'aigua és utilitzat amb diferents funcions, com locomoció, alimentació, respiració i reproducció. El sifó forma part del mantell del mol·lusc, i el flux d'aigua és dirigit cap a la cavitat del mantell o des d'ella.

## Cefalòpodes

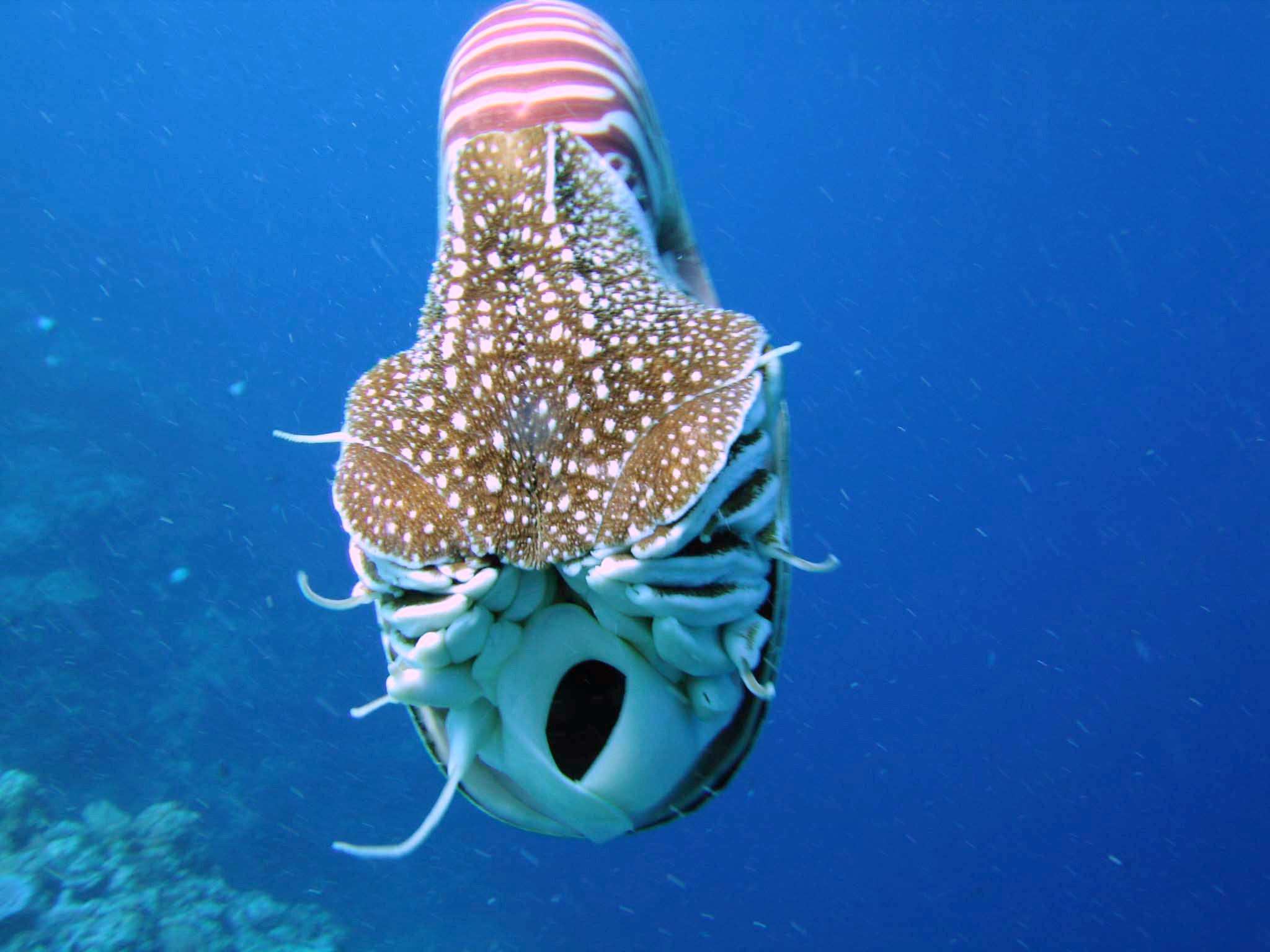
Un nautilus belauensis vist de front, s'observa l'obertura del hipònom

El hipònom o sifó és un òrgan que utilitzen els cefalòpodes per a expulsar aigua, una funció que produeix una força de locomoció. El hipònom es va desenvolupar a partir del peu de l'ancestre d'aquest mol·lusc. L'aigua penetra a la cavitat del mantell pels laterals de l'embut, i la subsegüent contracció i expansió del hipònom produeix un raig d'aigua.
En la majoria dels cefalòpodes, com ara pops, calamars i sípies, l'hipònom és un tub muscular. No obstant això, l'hipònom del nautilus és diferent, ja que és un plec que es troba doblat. La presència o forma d'hipònom a l'ammonita es desconeix.

## Gasteròpodes
En alguns mol·luscs gastròpodes marins (cargols marins), l'animal té una extensió anterior del mantell anomenada sifó o sifó d'inhalació, a través del qual succiona aigua cap a la cavitat del mantell i sobre les brànquies, per a respirar. Aquest sifó és una estructura tubular de teixit tou proveïda de receptors químics que "oloren" o "degusten" l'aigua, per tal de caçar i obtenir aliment. Els gastròpodes marins que tenen sifó o bé són predadors o bé són carronyers.
Si bé en els gastròpodes el sifó funciona perfectament bé com un tub, en realitat no és un òrgan buit, ja que és un plec del mantell que aquesta enrotllat prenent la forma d'un tub. En nombrosos gastròpodes marins en els quals el sifó és especialment llarg, l'estructura de la closca s'ha modificat per allotjar i protegir el teixit tou que conforma el sifó. Aquesta modificació de la petxina s'anomena canal del sifó. Un exemple d'un gastròpode la closca té un canal de sifó excepcionalment llarg és Venus murex.
En el cas de les petxines d'altres gastròpodes marins, com ara la voluta i Nassarius que apareixen en fotos adjuntes, en comptes d'un llarg canal de sifó la closca té una simple "osca sifonal" a la vora anterior de l'obertura.
A Aplysia, el reflex de retracció de la brànquia i del sifó és un reflex defensiu del Aplysia el qual és analitzat en l'àmbit de la neurociència.
- Melo amphora desplaçant-se entre els coralls durant la marea baixa

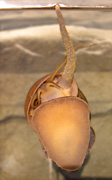
Exemplar de cargol poma acanalat vist a través d'un vidre; ha estès el seu sifó fins a la superfície de l'aigua per respirar aire.

### El sifó com a esnórquel
Els cargols d'aigua dolça (Ampullariidae) dels gèneres Pomacea i Pila tenen un sifó extensible format per un plec de teixit de la cavitat del mantell esquerre. Aquests animals utilitzen aquest sifó per a respirar aire mentre romanen submergits en aigua que té un baix contingut d'oxigen, situació que provoca que la seva brànquia no sigui efectiva. Els cargols poma utilitzen el seu sifó d'una manera que és similar l'esnórquel d'un nedador, excepte que el sifó del cargol poma pot ser retret en la seva totalitat, o estès amb longitud variable segons sigui necessari. En aquests cargols d'aigua dolça el sifó és una adaptació contra els predadors. El mateix redueix la seva vulnerabilitat a ser atacats i menjats per les aus, ja que els permet als cargols poma respirar sense haver de sortir a la superfície, on serien fàcilment visibles pels predadors. Les petxines d'aquests cargols d'aigua dolça tenen obertures circulars simples; no tenen una osca especial per al sifó.

## El sifó als bivalves

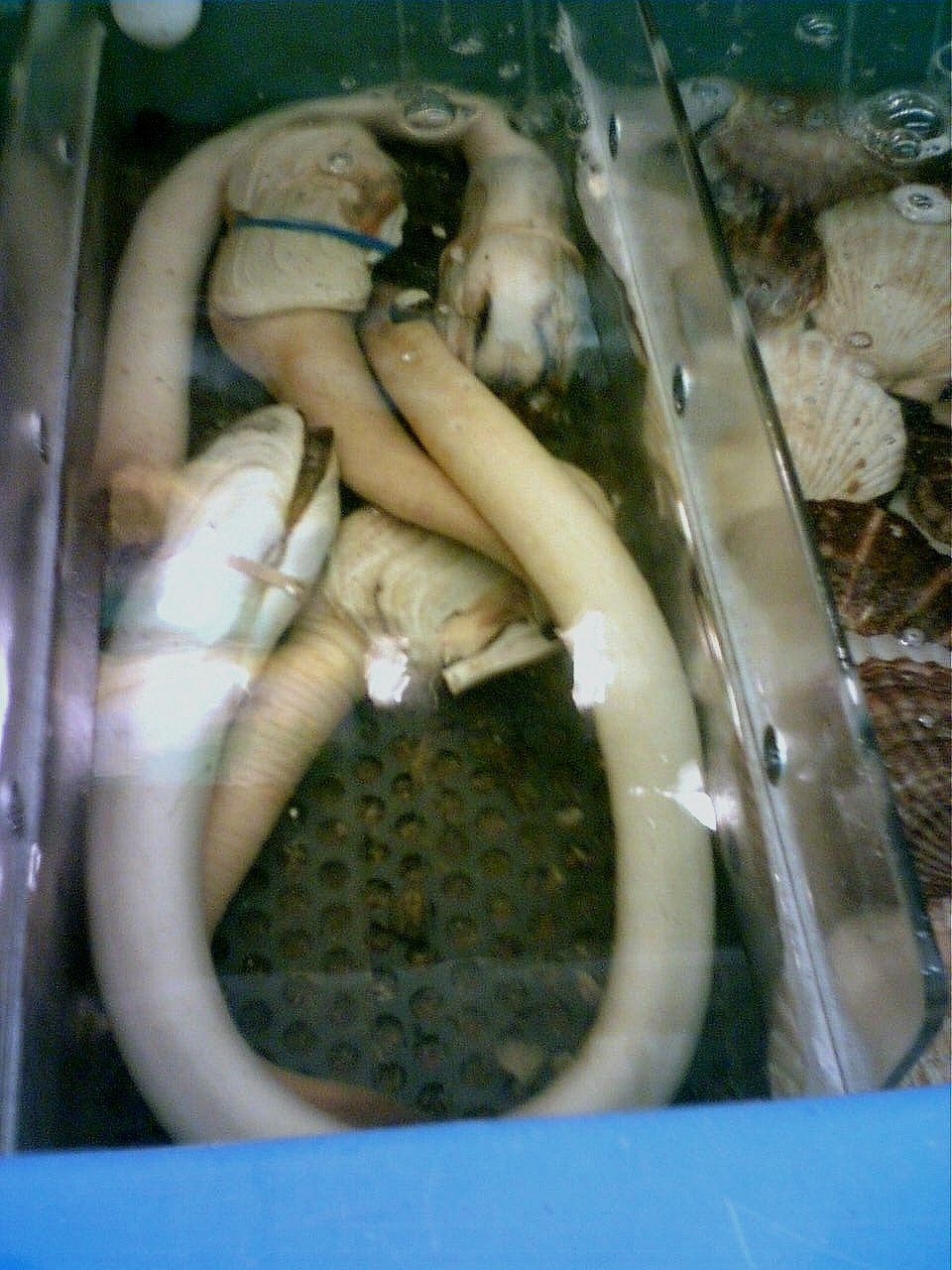
Tres exemplars de Panopea abrupta (o geoduck) en un tanc de fruits de mar, els sifons aparellats (o "colls") d'aquesta espècie poden arribar a mesurar un metre de longitud.

Els bivalves que posseeixen sifons, en tenen dos. No obstant això, no tots els bivalves tenen sifons: els que viuen sobre o damunt del substrat –vieires, ostres, etc–, no els necessiten. Només aquells bivalves que s'enterren en els sediments i viuen soterrats, necessiten utilitzar aquestes estructures en forma de tub. La funció d'aquests sifons és arribar a la superfície del sediment, de manera que l'animal sigui capaç de respirar, alimentar-se, i excretar, i també per reproduir-se.
Com més gran és la profunditat en què una espècie de bivalve viu sota el sediment, més llarg són els seus sifons, tal com succeeix en els geoducks que apareixen a la foto; viuen enterrats a gran profunditat, i són difícils d'extreure quan se'ls intenta agafar com a aliment.
Molts bivalves que tenen sifons poden retreure'ls completament dins de la seva closca quan és necessari, però aquesta funció no és possible en totes les espècies. Els bivalves que poden retreure els seus sifons dins de la closca tenen un "sinus pal·lial", una espècie de butxaca, dins del qual s'acomoden els sifons quan estan retrets, de manera que les dues petxines de la valva es poden tancar correctament. L'existència d'aquest butxaca o allotjament és visible en una petxina buida, com una dentició visible en la línia pal·lial, una línia que corre paral·lela al marge ventral de la closca.
Els sifons dels bivalves estan situats en la vora posterior de la cavitat del manto. L'aigua circula impulsada per l'acció de les brànquies. En general l'aigua ingressa a la cavitat del mantell a través del sifó d'inhalació, travessa les brànquies, i és expulsada pel sifó d'exhalació. Aquest corrent d'aigua és utilitzada per a respirar, i també per a alimentar-se per filtratge, excretar i en la reproducció.

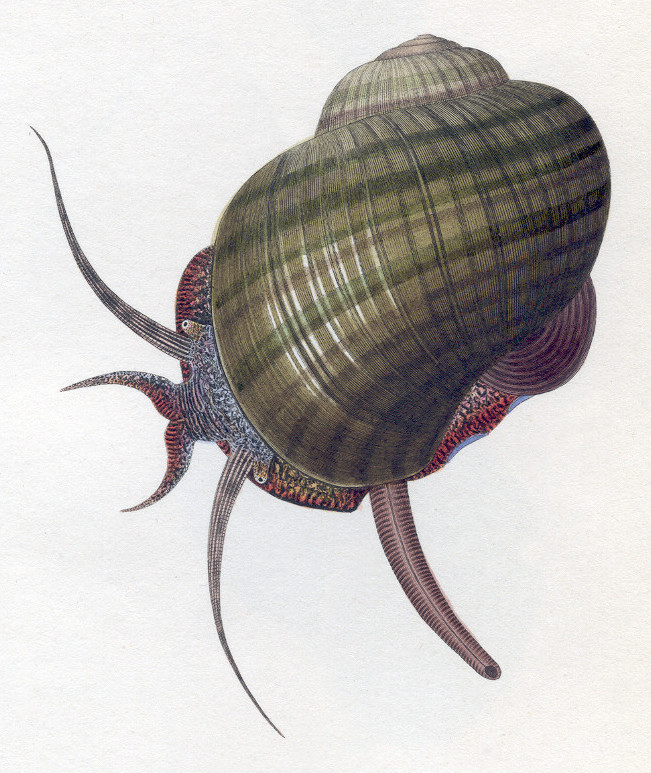
un cargol poma d'aigua dolça de Florida, Pomacea paludosa; el sifó es troba a l'extrem dret inferior.
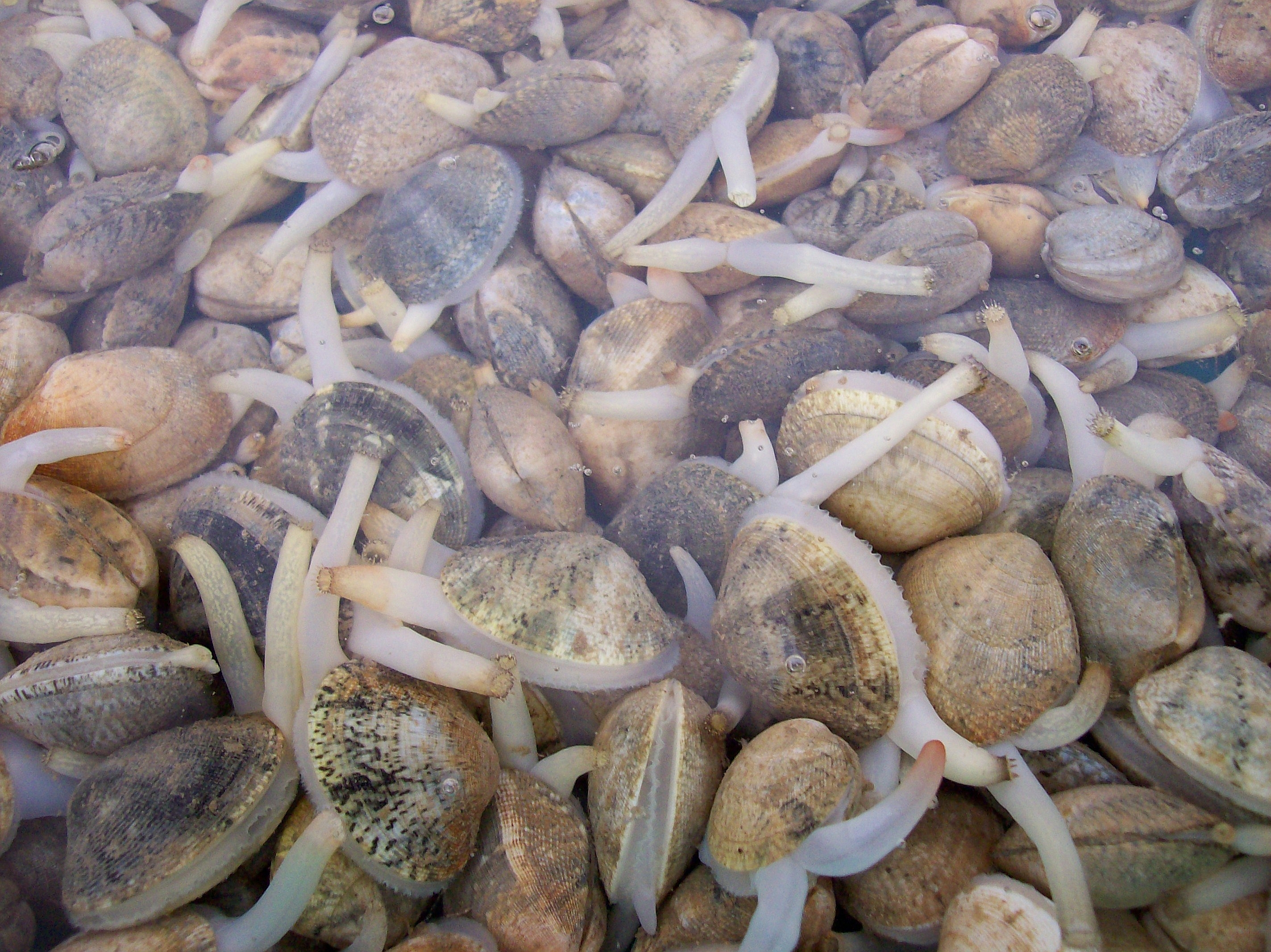
Veneridae amb els seus sifons extrets.
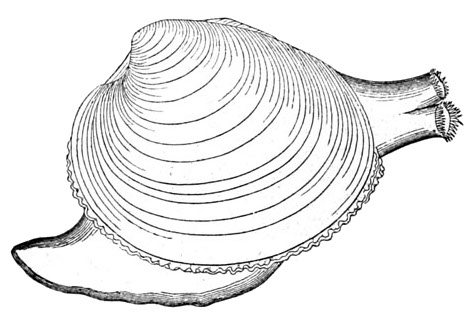
Dibuix de Venus verrucosa (Veneridae) mostrant els seus sifons aparellats (el superior és el sifó d'aspiració i l'inferior és el de exhalació), la petxina i el peu.
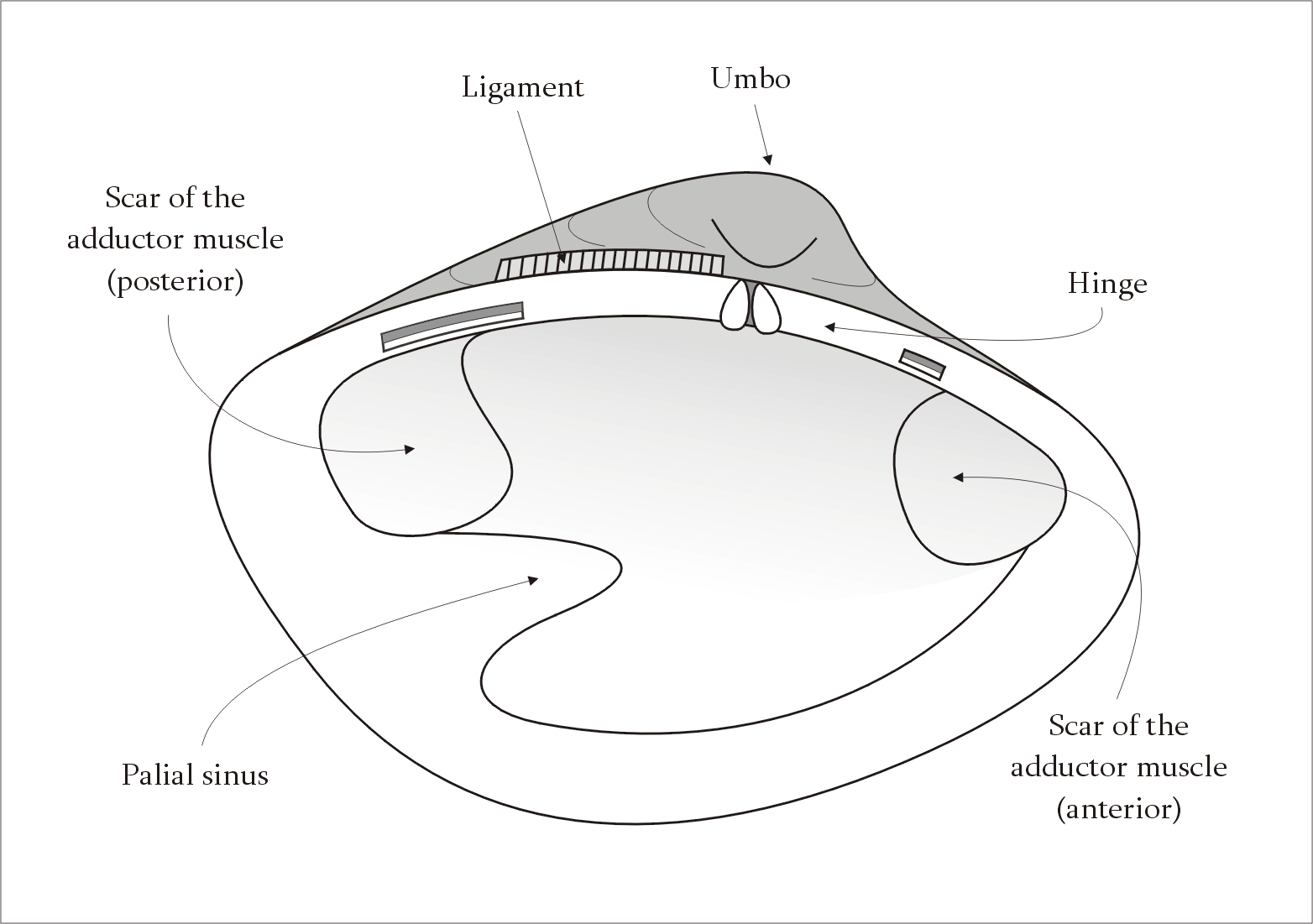
Diagrama del costat intern d'una petxina d'un bivalve com ara un venèride: el sinus pal·lial es troba a la zona inferior esquerra, a l'extrem posterior de la vieira.

### Alimentació
Depenent de quina sigui l'espècie i la família, alguns bivalves utilitzen el seu sifó d'inhalació com la mànega d'una aspiradora, i de manera activa succionen partícules de menjar del substrat marí. La majoria dels bivalves ingereixen fitoplàncton microscòpic que incorporen amb l'aigua, que entra a través del sifó d'inhalació i arriba a la boca després d'haver travessat la brànquia.